# وین‌کانتون
وین‌کانتون (انگلیسی: Wincanton) شرکت لجستیک بریتانیایی است، که در سال ۱۹۲۵ تأسیس شد.